# Revolta din Los Angeles

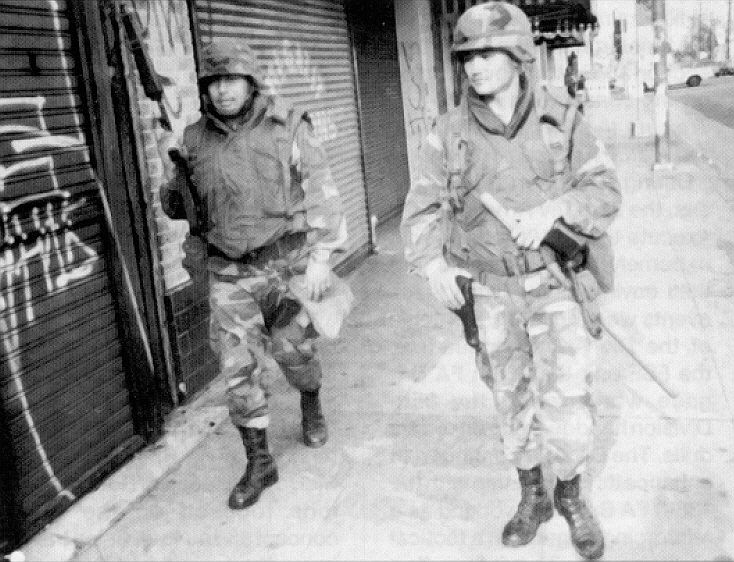
Militari ai Gărzii Naționale patrulează o stradă

Revolta din Los Angeles a avut loc între 29 aprilie - 4 mai 1992, și a provocat moartea a 53 de persoane, precum și daune materiale în valoare de 1 miliard de dolari. 
Revolta a fost provocată de "arestul brutal" al negrului/afroamericanului Rodney King care în urma comiterii unui delict de circulație a fost urmărit, oprit și lovit de poliția californiană.

## Cauze
Motivele revoltei pot fi numite și câteva dintre faptele și circumstanțele de la începutul anilor '90. Printre acestea:
- o rata extrem de mare a șomajului, în partea de sud a orașului Los Angeles.
- o presupunere puternică a negrilor că reținerile din Los Angeles, au loc după criteriu rasial și se folosește un uz excesiv de forță.
- agresiunea folosită de ofițerii albi asupra lui Rodney King.
- iritarea în special a populației de culoare din Los Angeles, cu privire la sentința pronunțată unei americance de origine coreeană, care a împușcat la 16 martie 1991 în propriul atelier pe Latasha Harlins, o fată de 15 ani (afroamericană). În ciuda faptului că juriul a constatat că Soon Ja Du este vinovată de crimă, judecătorul a pronunțat o sentință îngăduitoare de 5 ani de probațiune.

## Reținerea
La 3 martie 1991, în urma comiterii unui delict de circulație, King a fost urmărit și oprit de poliția din statul California. King, care consumase alcool, a avut o rezistență acerbă și a căutat să fugă. La arestarea lui, King a fost filmat cum opune rezistență organelor de ordine, care reacționează brutal. Acest film, în care se poate vedea cum a fost bătut de polițiști, a fost folosit ca dovadă la proces.

## Procesul
Procurorul din Los Angeles, a acuzat 4 ofițeri (Stacey Koon, Laurence Powell, Timothy Wind și Theodore Briseno) de poliție de violență excesivă. Primul judecător în acel caz a fost înlocuit, iar al doilea judecător a schimbat locul de desfășurare și componența juriului, citând declarații mass-media că juriul are nevoie de timp. Un nou loc de întâlnire a fost selectat orașul Simi Valley, în comitatul vecin, Ventura. Judecata era formată din locuitori ai acestui comitat. Compoziția rasială a juriului a fost, după cum urmează: 10 albi, un hispanic și un asiatic. Procurorul care a acționat a fost Terry White (afroamerican). Pe 29 aprilie 1992 juriul i-a achitat pe 3 polițiști, cu excepția lui Powell.

## Revolta
Demonstrațiile contra justificării polițiștilor au escaladat rapid într-o revoltă. A început incendierea sistematică a clădirilor, în total fiind de peste 5,500. S-au semnalat tiruri de arme asupra poliției și jurnaliștilor. Au fost distruse mai multe clădiri guvernamentale, inclusiv biroul ziarului Los Angeles Times. Au fost anulate plecări ale aeronavelor de la aeroportul din Los Angeles, din cauza faptului că orașul era învăluit în fum dens.
Tulburările au fost începute de negri, dar apoi s-au mutat în cartierul latin din Los Angeles, în zona central-sudică a orașului. În partea de est a orașului au fost concentrate mari forțe de poliție, astfel acolo rebeliunea nu s-a extins. 400 de oameni au încercat să ia cu asalt sediul poliției. Revoltele din Los Angeles au mai continuat timp de 2 zile. Potrivit unui raport întocmit în 1993 de către Grupul de Cercetări Latine Futures Research pentru Coaliția Latino pentru un New Los Angeles, o treime dintre cei uciși și jumătate dintre cei arestați în revolte erau Latino; în plus, între 20% și 40% dintre întreprinderile rănite au fost deținute de proprietarii de la Latino. Hispanicii au fost considerați o minoritate, în ciuda numărului lor tot mai mare, și astfel nu aveau sprijin politic și erau slab reprezentați. Lipsa lor de cunoștințe, atât din punct de vedere social, cât și din punct de vedere politic, în interiorul zonei a redus, de asemenea, tăcerea recunoașterii participării. Mulți dintre persoanele din zonă erau niște imigranți noi; adesea nu au vorbit engleza și au fost văzuți ca neimportanți și "diferiți" de negri.
A doua zi, revoltele s-au răspândit în San Francisco, acolo fiind jefuite peste o sută de magazine. 
Pe 2 mai, 7,300 de polițiști, 1,950 șerifi, 9,975 de soldați ai Gărzii Naționale, 3,300 de militari și 1,000 de agenți FBI au venit la Los Angeles. Poliția a ucis 15 de persoane, iar sute au fost rănite. Au fost arestați mai mult de 12.000 de oameni.